# Prix Pierre-Georges-Castex de littérature française
Le prix Pierre-Georges-Castex de littérature française est un prix littéraire annuel décerné par l'Académie des sciences morales et politiques, « destiné à couronner une étude d’histoire ou de critique littéraire, écrite dans notre langue, consacrée pour l’essentiel à une œuvre ou à des œuvres appartenant au patrimoine national, de préférence déjà publiée, ou bien en voie de publication ».
Pierre-Georges Castex, né à Toulouse (Haute-Garonne) le 20 juin 1915 et mort à Paris le 9 décembre 1995, est un universitaire français.

## Lauréats
- 1998 : Roger Duchêne pour Molière.
- 1999 : Jean-Luc Steinmetz pour Stéphane Mallarmé. L’absolu au jour le jour.
- 2000 : Yves Coirault pour l’ensemble de son œuvre.
- 2001 : Jean-Jacques Lefrère pour Arthur Rimbaud.
- 2002 : Bernard Duchatelet pour Romain Rolland tel qu’en lui-même.
- 2003 : Tony Gheeraert pour Le chant de grâce. Port Royal et la poésie d’Arnauld d’Andilly à Racine.
- 2004 : Nadine Satiat (1961-....) pour son ouvrage Maupassant.
- 2005 : Antoine Compagnon pour son essai Les Antimodernes.
- 2006 : Monique et Bernard Cottret pour leur étude Jean-Jacques Rousseau en son temps.
- 2007 : Philippe Sellier pour l’ensemble de son œuvre.
- 2008 : Pierre Brunel pour l’ensemble de son œuvre.
- 2009 : Jacques Le Brun pour l’ensemble de son œuvre à l’occasion de la parution de son ouvrage Le pouvoir d’abdiquer. Essai sur la déchéance volontaire.
- 2010 : Béatrice Guion pour l’ensemble de son œuvre.
- 2011 : Dominique Descotes (1948-....) pour l’ensemble de son œuvre.
- 2012 : Gérard Ferreyrolles pour l’ensemble de son oeuvre.
- 2013 : Vlad Alexandrescu pour Croisées de la modernité. Hypostases de l’esprit et de l’individu au XVIIe siècle.
- 2014 : Tetsuya Shiokawa pour l’ensemble de son œuvre.
- 2015 : Philippe Desan pour Montaigne, une biographie politique.
- 2016 : Michel Jarrety (1953-....) pour l’ensemble de son œuvre consacrée à Paul Valéry.
- 2017 : Nathalie Preiss pour l’ensemble de son œuvre.
- 2018 : Bertrand Marchal pour l’ensemble de son œuvre.
- 2019 : Christian Galantaris (1932-....) pour son ouvrage, Balzac. Qui êtes-vous ?.
- 2020 : Jean-Baptiste Amadieu (1977-....) pour son ouvrage Le Censeur critique littéraire. Les jugements de l’Index, du romantisme au naturalisme.
- 2021 : Béatrice Didier pour l’ensemble de son œuvre et particulièrement ses deux derniers ouvrages, l’édition des œuvres complètes de George Sand et l’édition des œuvres complètes de Chateaubriand qu’elle a dirigées aux Editions Honoré Champion.
- 2022 : Sylvain Menant pour l’ensemble de son œuvre et particulièrement pour son dernier ouvrage, Voltaire et son lecteur. Essai sur la séduction littéraire.
- 2023 : Jean-Marc Hovasse pour ses ouvrages Victor Hugo Tome 1 – Avant l’exil 1802-1851, Tome 2 – Pendant l’Exil (1851-1864).
- 2024 : William Marx pour l’ensemble de son œuvre.